# Franz Lörch
Franz Lörch (* 6. Mai 1936 in Hohenzollern; † 17. September 2024) war ein deutscher Organist aus München.

## Leben und Wirken
Franz Lörch studierte an der Staatlichen Akademie der Tonkunst, Hochschule für Musik in München. Einer seiner Professoren für Orgel war Karl Richter. Nach seinem Abschluss arbeitete  er mit den Professoren Joseph Ahrens (Berlin), Pierre Segond (Genf) und Augustinus Franz Kropfreiter (St. Florian) zusammen. Sein Debüt gab er im Herkulessaal in München.
Lörch konzertierte weltweit, zum Beispiel in Kirchen und Kathedralen wie der Basilica of the National Shrine of the Immaculate Conception, Washington, D.C., dem  Zürcher Grossmünster, der Kathedrale Notre-Dame de Paris, der Berliner Kaiser-Wilhelm-Gedächtniskirche, der Kreuzkirche Dresden, der Hauptkirche Sankt Michaelis Hamburg, der Santa Maria in Vallicella Rom, der St. Patrick’s Cathedral New York, der St Paul’s Cathedral London sowie auch am Salzburger Mozarteum. Des Weiteren spielte er in den Domkirchen von Moskau, München, Passau, Wien, Köln, Mainz, Magdeburg, Erfurt, St. Gallen, Linz, Bourges, Oslo, Salzburg, Helsinki, Kopenhagen, Bozen, Budapest, Warschau, Riga und Edinburgh. Ebenfalls gastierte er als Solist bei Musikfestivals in Deutschland, der Schweiz und in Europa.
Lörch arbeitete mit Orchestern wie den Münchner Philharmonikern und dem Symphonieorchester des Bayerischen Rundfunks zusammen.  Im Jahr 1987 gab er das Eröffnungskonzert der neu eingeweihten Klais-Orgel in der Münchner Philharmonie.
Von 1985 bis 2001 war Lörch Lehrbeauftragter für Orgel am Richard Strauss-Konservatorium in München. Seit 1992 hatte Lörch die künstlerische Leitung der Internationalen Orgelkonzerte in München.
Lörch brachte Werke einiger Komponisten des 20. Jahrhunderts zur Uraufführung, darunter von Harald Genzmer, Augustinus Franz Kropfreiter, Peter Jona Korn, Roland Leistner-Mayer, Wilfried Hiller und Robert Maximilian Helmschrott.
Zahlreiche seiner Darbietungen erschienen auf Schallplatten und CD-Einspielungen im In- und Ausland. Darunter Werke von Georg Philipp Telemann an der Holzhay-Orgel in Münster St. Peter und Paul in Obermarchtal, Werke von Louis Vierne an der Marien-Orgel zu Ottobeuren sowie Werke zeitgenössischer Komponisten in Bayern (Coproduktion des Bayerischen Rundfunks mit dem Label ambitus).